# كهف ريغاندو
كهف ريغاندو (باليابانية: 霊巌洞، بالروماجي: Reigandō) حرفيًا (كهف صخرة الروح)، كهف يقع غرب كوماموتو في اليابان، والذي إستعمله الرونين (ساموراي) المشهور مياموتو موساشي سنة 1643 كمسكن له حيث قضى السنوات الأخيرة من حياته داخل الكهف بتأليف كتاب الحلقات الخمس والتأمل.

## النقل
يمكن الوصول إلى الكهف باستخدام الحافلة من محطة ساكورا-ماتشي [الإنجليزية] حتى «إيواي كانّون إيريغوتشي» ثم السير لـ20 دقيقة.
باستخدام السيارة يمكن الوصول إلى الموقع خلال 30 دقيقة إنطلاقًا من محطة ساكورا-ماتشي [الإنجليزية] أو 50 دقيقة إنطلاقًا من تقاطع كوماموتو على طريق كيوشو السريع.

## طالع أيضًا
- كهف كوسيغاساوا
- كهف مورويا
- كهف خفاش بحيرة ساي
- كهف ناروساوا الثلجي
- جغرافيا اليابان